# Turin (Alberta)
Pour les articles homonymes, voir Turin (homonymie).
Turin est un hameau (hamlet) du Comté de Lethbridge, situé dans la province canadienne d'Alberta.

## Démographie
En tant que localité désignée dans le recensement de 2011, Turin a une population de 106 habitants dans 36 de ses 37 logements, soit une variation de 2.9% par rapport à la population de 2006. Avec une superficie de 0,246 3 km2, le hameau possède une densité de population de 430,369 5 hab/km2 en 2011.
Concernant le recensement de 2006, Turin abritait 103 habitants dans 35 de ses 35 logements. Avec une superficie de 0,246 3 km2, le hameau possédait une densité de population de 418,2 hab/km2 en 2006.